# اغتيال العلماء
قتل العلماء أو اغتيال العلماء، هي ظاهرة تحدث كثيراً بتدبير من الدول المتنافسة التي لا تريد لدولة ما التقدم أو الازدهار علمياً، حيث أنها تقوم بقتل العلماء وحرقهم واختطافهم وتعذيبهم حتى يموتوا أو يعملوا معهم. حتى غير العلماء، فالأساتذة الذين استطاعوا بقلمهم أن يكتبوا ضد إسرائيل والولايات المتحدة الأمريكية ومنهم الدكتور جمال حمدان الذي اغتيل حرقاً.

## سميرة موسى
سميرة موسى هي أحد علماء الذرة الذين تم اغتيالهم في الولايات المتحدة الأمريكية في حادثة مدبرة في عام 1952, حيث أن سميرة موسى ولدت عام 1917 وقد اغتيلت عقب زيارتها للمفاعل النووي في الولايات المتحدة الأمريكية، وهذا ما يدعو للشك، كيف تم اغتيالها بعد زيارتها للمفاعل النووي الأمريكي!
أما عن سميرة موسى 3 مارس 1917 - 15 أغسطس 1952 م) ولدت في قرية سنبو الكبرى – مركز زفتى بمحافظة الغربية وهي أول عالمة ذرة مصرية ولقبت باسم مس كوري الشرق، وأول معيدة في كلية العلوم بجامعة فؤاد الأول، جامعة القاهرة حالياً.

## جمال حمدان
جمال حمدان (12 شعبان 1346 هـ / 4 فبراير 1928م - 17 أبريل 1993م) أحد أعلام الجغرافيا المصريين. اسمه بالكامل جمال محمود صالح حمدان، ولد في قرية ناي بمحافظة القليوبية.
اغتياله
هو من أشهر المفكرين في قائمة اغتيالات الموساد الإسرائيلي حيث قام رئيس المخابرات الأسبق أمين هويدي بمفاجأة من العيار الثقيل، حول الكيفية التي مات بها جمال حمدان، وأكد هويدي أن لديه ما يثبت أن الموساد الإسرائيلي هو الذي قتل حمدان.
ومن أشهر كتاباته عن فضح أكاذيب اليهود هو كتاب «اليهود أنثروبولوجيا» الصادر في عام 1967.
الترشيحات
عُرضت عليه كثير من المناصب الكبيرة في مصر وخارجها لكنه اعتذر عنها جميعاً مفضلاً التفرغ للبحث العلمي وكانت بعض الترشيحات هي:
- ترشيحه عام 1983م لتمثيل مصر في إحدى اللجان الهامة بالأمم المتحدة
- عضوية مجمع اللغة العربية
- رئاسة جامعة الكويت.

## آخرون
لم تكن حادثة اغتيال عالمة الذرة سميرة موسي والدكتور جمال حمدان هي أول أو آخر حوادث اغتيال العلماء إنما كان هناك الكثير في سلسلة اغتيالات الموساد حيث أنها قامت بقتل العديد ومنهم:
- الدكتور سمير نجيب
- الدكتور نبيل القليني
- الدكتور علي مصطفي مشرفة
- الدكتور يحيى المشد
- الدكتورة سلوي حبيب
- الدكتورة سامية ميمني

وغيرهم من العلماء والمفكرين اغتيلوا وتعرضوا لمحاولات الاغتيال أكثر من مرة.

## اغتيال العلماء والصحافيين
تم مؤخراً نشر مقالتين على بوابة الوفد الإلكترونية وموقع اليوم السابع بعنوان «قتلة العلماء» ألفها طالبٌ إسمه: محمود شادي صلاح الدين، حيث دعا فيها العالم العربي أن يهتموا بقضية حياة أو موت الأمة وهي قضية «قتل العلماء».

## وصلات خارجية
- «سميرة موسي» أول عالمة ذرة مصرية.. كنز أصر ان يظل مصريا، الهيئة العامة للاستعلامات
- «محمود شادي صلاح الدين يكتب: قتلة العلماء»
- "سميرة موسي"
- «جمال حمدان»
- «قتلة العلماء»